# Grégoire Coffinières de Nordeck
Pour les articles homonymes, voir Coffinières.
Grégoire Gaspard Félix Coffinières, puis Coffinières de Nordeck, né le 3 septembre 1811 à Castelnaudary et décédé le 7 janvier 1887 à Paris, est un général de division français. 
Il commande l'École polytechnique au milieu du Second Empire. Lors de la guerre de 1870, il commande la place de Metz, qu'il livre sans l'avoir défendue.

## Biographie

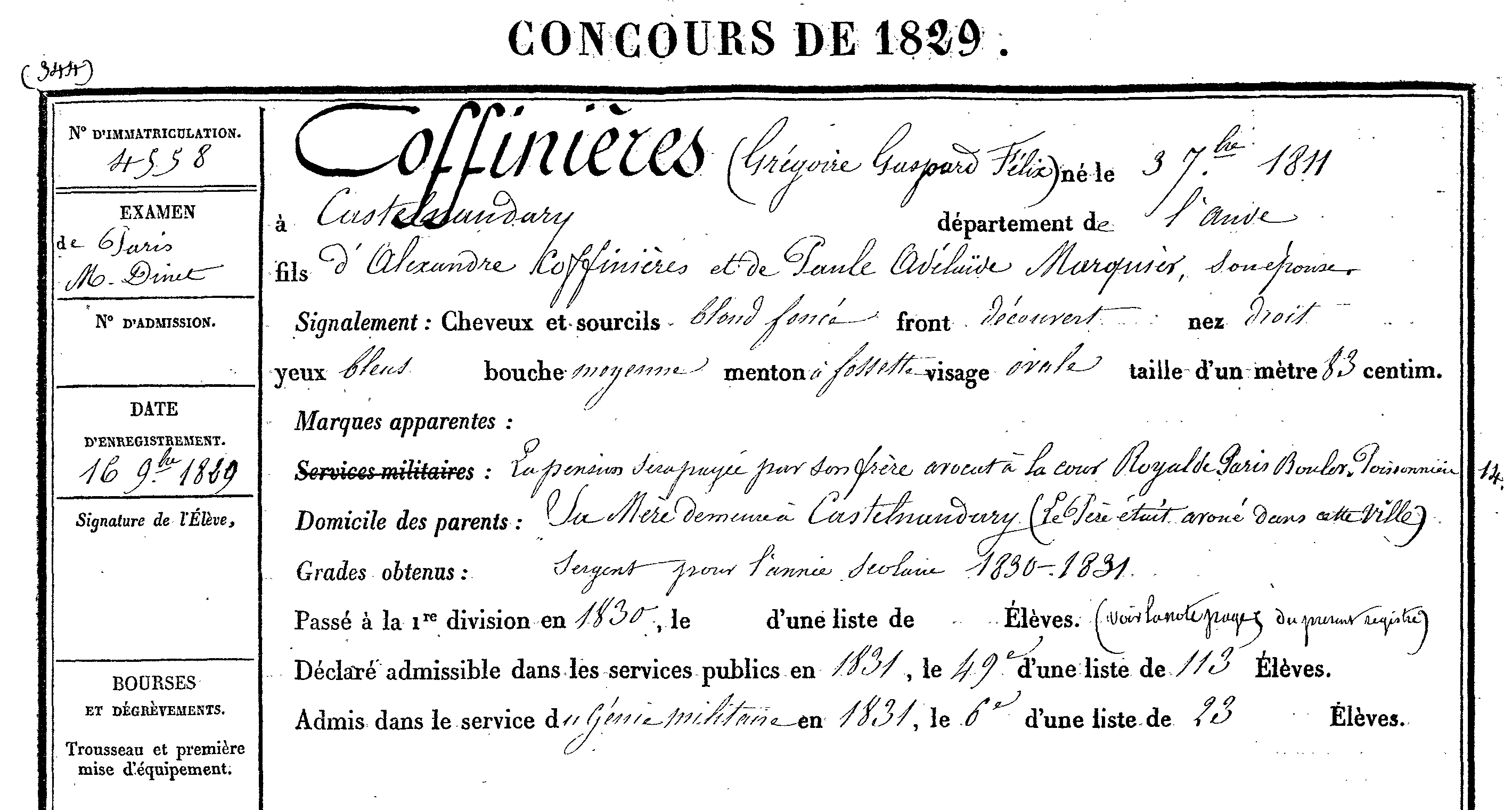
Fiche de l'École Polytechnique concernant l’élève Coffinières

Il est le fils d'Alexandre Coffinières, avoué à Castelnaudary dans l'Aude, et de Paule Adélaïde Marquier.
Grégoire Coffinières réussit en 1829 le concours d'entrée à l’École polytechnique, où il est reçu major de sa promotion. Pendant qu'il est élève à l'École, il participe à la Révolution de juillet 1830. Il sort de l'École en 1831, classé 49e sur 113 élèves, et choisit le Génie. 
Il suit les cours de l’École d’application du Génie à Metz. À sa sortie, il est envoyé en Algérie. De retour en France en 1837, il y reste jusqu'en 1844, et participe alors à l’expédition du Maroc. 
Nommé directeur du génie à Auch en 1845, Coffinières retourne en 1849 au Maroc. Il part ensuite en Argentine  où il établit la première carte du bassin de la Plata en 1850 ; il est alors lieutenant-colonel, et dresse cette carte « d'après les documents recueillis sur les lieux et les meilleurs plans partiels de cette contrée ». 
La guerre de Crimée a débuté en 1853 ; il y est envoyé en 1855, et participe au siège de Sébastopol. Il est nommé général de brigade. 
Grégoire Coffinières succède en 1860 au général Charles Eblé au commandement de l’École polytechnique. Il y crée une chaire d’histoire, avec Victor Duruy comme premier titulaire. Coffinières commande l'École jusqu'en 1865. Il est jugé par certains « imbu du principe d'autorité », et ne se souciant pas de l'honneur des élèves. 
Il est promu en 1865 général de division. Pendant la guerre de 1870, il est nommé commandant supérieur de la place de Metz. Sa conduite d'alors est controversée, il est accusé d'avoir livré la place sans s'être défendu ; il rejette sa responsabilité sur Bazaine, mais il était seul responsable de la place de Metz ; lorsque Bazaine est jugé pour trahison, le nom de Coffinières est bien souvent cité à son procès.
Coffinières est fait prisonnier et interné à Hambourg. Libéré après la guerre, il passe au cadre de réserve en 1876. Retraité en 1881, il est mort en 1887. 
Par décret impérial du 2 novembre 1864, Coffinières est autorisé à ajouter de Nordeck, nom venant de sa famille maternelle, à son patronyme. Il était commandeur de la Légion d'honneur. Il est inhumé au cimetière de l'est de Castelnaudary où son tombeau est toujours visible.

## Vie privée
Il épouse le 6 mars 1842 à Sète (Hérault) Marie Louise Sarran (1812-1903). De cette union naissent 4 enfants, dont 3 fils officiers :
- Gabriel (1844-1898), polytechnicien (promotion 1864), capitaine d'artillerie puis artiste peintre, chevalier de la Légion d'honneur ;
- André (1848-1917), polytechnicien (promotion 1866), capitaine de vaisseau, commandeur de la Légion d'honneur ;
- Guillaume (1850-1918), saint-cyrien (promotion d'Alsace-Lorraine), chef d'escadrons de cavalerie, chevalier de la Légion d'honneur[9].

## Décoration
- Commandeur de la Légion d'honneur (15 juillet 1859) ; chevalier en 1835, officier en 1850[8].

## Sources
- Dictionnaire de biographie française, vol. 9, Paris, 1961 [détail des éditions] .
- Roger Martin, « Coffinières de Nordeck », dans Jean Tulard (dir.), Dictionnaire du Second Empire, Paris, Fayard, 1995, 1370 pages, 25 cm,  (ISBN 2-213-59281-0), page 311.
- Site de la bibliothèque de l'École polytechnique, « Coffinières, Grégoire Gaspard Félix » : notice, fiche matricule et registre matricule dans la rubrique Famille polytechnicienne.